# Xian d'Antu
Pour les articles homonymes, voir Antu.
Le xian d'Antu (安图县 ; pinyin : Āntú Xiàn) est un district administratif de la province du Jilin en Chine. Il est placé sous la juridiction de la préfecture autonome coréenne de Yanbian.

## Démographie

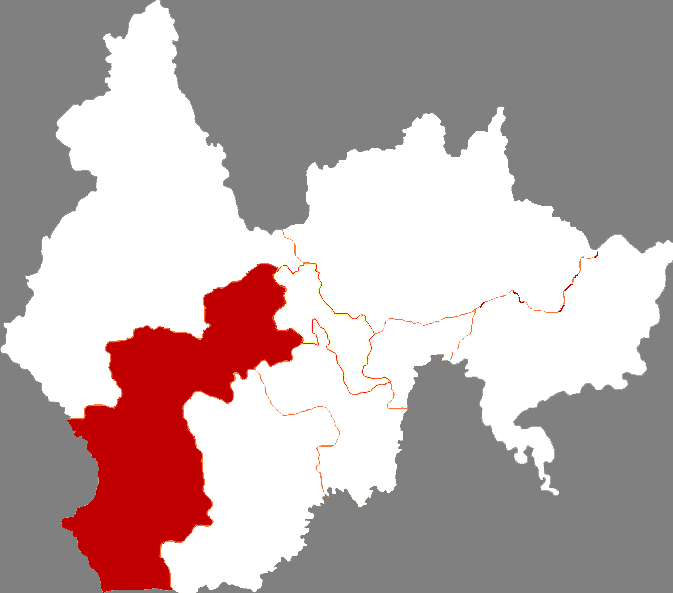
Localisation du district dans la préfecture autonome.

La population du district était de 219 987 habitants en 1999.